# Auditorio de la Diputación de Alicante
El Auditorio de la Diputación de Alicante (de siglas ADDA) es un auditorio dedicado a la música clásica ubicado en la ciudad española de Alicante, junto al paseo de Campoamor.
Fue inaugurado en 2011 y es obra del arquitecto Juan Antonio García Solera. Tiene una superficie total de 28 000 metros cuadrados y una altura de 29 metros. Su director general y artístico es el director de orquesta Josep Vicent.

## Equipamiento
Dispone de:
- sala principal de música sinfónica con capacidad para 1500 espectadores en cuyo escenario caben hasta 120 músicos y 140 voces de coro;
- sala para orquesta de cámara con capacidad para 320 localidades;
- cuatro salas de pruebas más dos de ensayo para orquesta;
- hasta 8 salas para conferencias y exposiciones, una de ellas con un aforo de 240 personas;
- una sala de coloquios con 165 localidades;
- varias salas de reuniones y espacios para exposiciones.